# Ingegerd Fries
Olga Ingegerd Fries, under en period Nyberg-Baldursson, ogift Nyberg, född 12 oktober 1921 i Uppsala, död 14 februari 2016 i Umeå stadsdistrikt, var en svensk lärare, författare, präst och översättare.

## Biografi
I hemstaden Uppsala blev hon 1945 filosofie magister vid Uppsala universitet i ämnena latin, grekiska och klassisk fornkunskap, och verkade sedan som lärare vid olika gymnasier. Genom att ha varit bosatt på Island i sammanlagt fyra år hade hon byggt på sina kunskaper i isländska språket, och undervisade i detta ämne vid institutionen för nordiska språk vid Umeå universitet 1969–1977. Under senare år läste hon teologi, prästvigdes 1985 och hade sedan en tjänst som kyrkoadjunkt i Umeå. 
Hon var uttolkare av Erik Axel Karlfeldts lyrik och skrev artiklar om honom, gav ut två böcker om författaren, samt var redaktör för Karlfeldtbladet. Framförallt engagerades hon dock av den isländska litteraturen. Hon gjorde en rad översättningar av såväl medeltida litteratur som modern sådan och lyrik.

### Utmärkelser
Ingegerd Fries blev filosofie hedersdoktor vid humanistiska fakulteten vid Umeå universitet år 2003.

### Familj
Hon var dotter till orientalisten och religionshistorikern H.S. Nyberg och hans första hustru folkskolläraren Fanny Hasselberg, samt dotterdotter till prästen och författaren Carl Hasselberg och syster till journalisten och författaren Sigrid Kahle.
Hon var gift första gången 1950 med lantbrukaren Jonas Baldursson (1916–1951) på Island, men återvände till Sverige och gifte sig andra gången 1953 med språkvetaren Sigurd Fries (1924–2013).